# Salzring

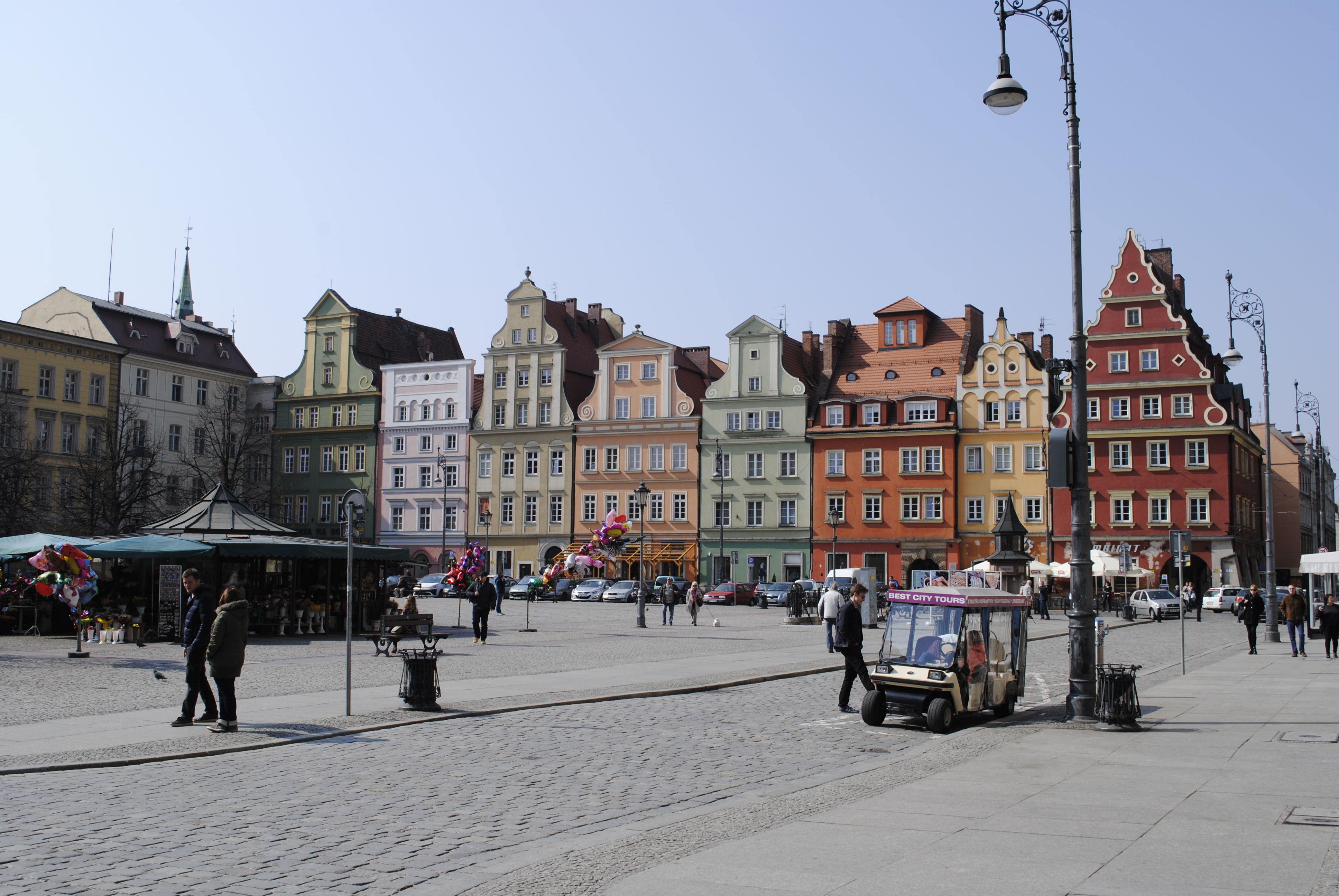
Blick auf die Westfront des Salzringes

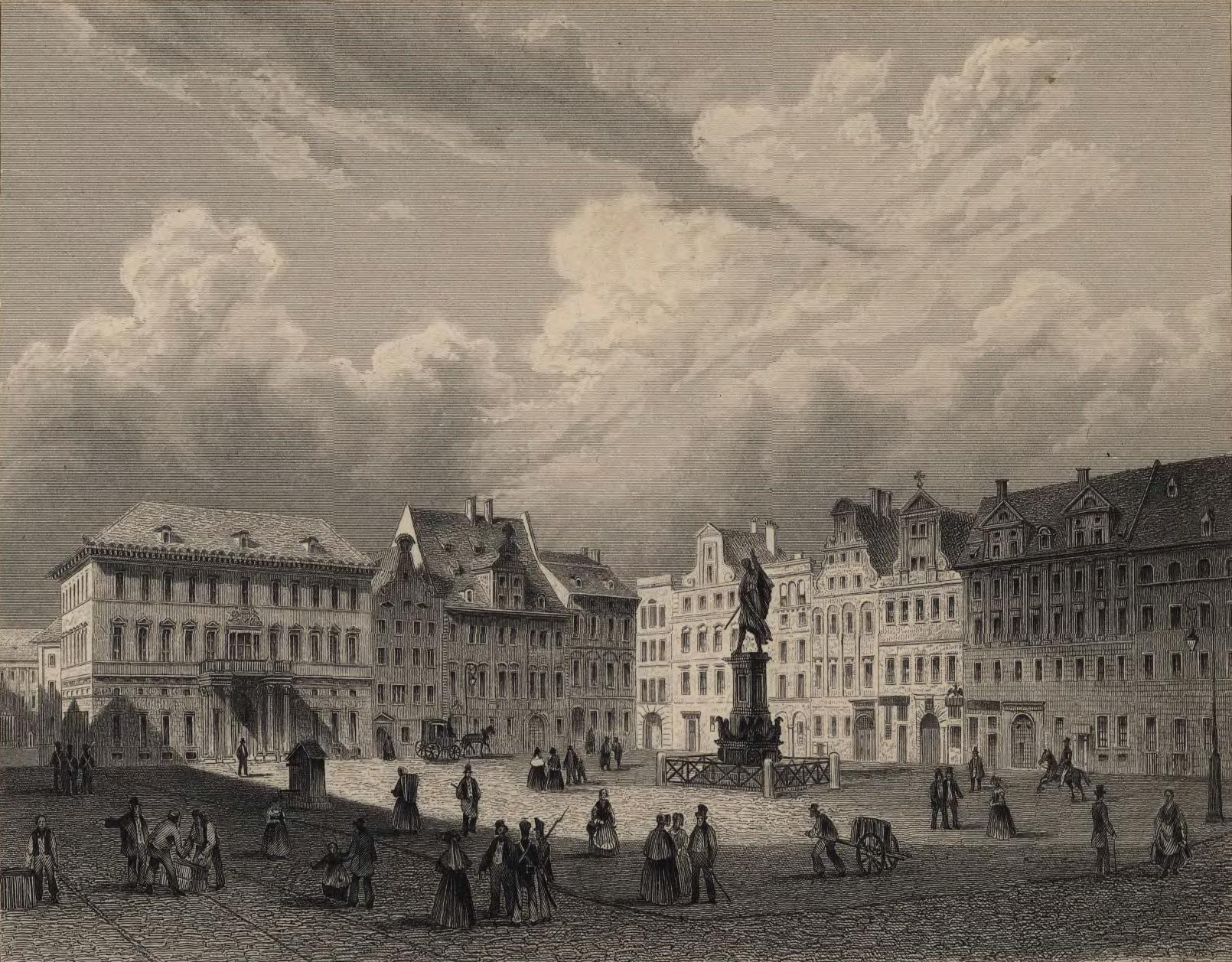
Lithographie aus dem 19. Jahrhundert mit dem Blücherdenkmal

Der Salzring 1827–1945: Blücherplatz (polnisch Plac Solny), ist ein Platz in der Breslauer Altstadt. Er grenzt an die südwestliche Ecke des Großen Rings.

## Geschichte
Im Mittelalter wurde auf diesem Platz mit Salz gehandelt, daher auch der Name. Die erste Erwähnung des Platzes geht auf das Jahr 1242 zurück; damals war die Rede von einem Polnischen Markt bzw. einem Salzplatz. Zwischen 1827 und 1945 hieß der Platz Blücherplatz nach dem preußischen Generalfeldmarschall Gebhard Leberecht von Blücher. Zu dessen Ehren wurde 1827 in der Mitte das Blücherdenkmal von Christian Daniel Rauch (Skulptur) und Carl Ferdinand Langhans (Sockel) errichtet, welches 1945 zerstört wurde. Im Zweiten Weltkrieg wurde ein Großteil der Häuser zerstört oder schwer beschädigt. Bis 1961 wurden die meisten wieder aufgebaut, wobei die Fassaden sowie die Anzahl der jeweiligen Stockwerke teils geändert wurden. Ende des 20. Jahrhunderts wurde in der Mitte des Platzes die Skulptur einer Nadel aufgestellt.
Heute befindet sich auf dem Platz der Blumenmarkt. In den umliegenden Häusern befinden sich zahlreiche Restaurants und Cafés.

## Bebauung am Salzring

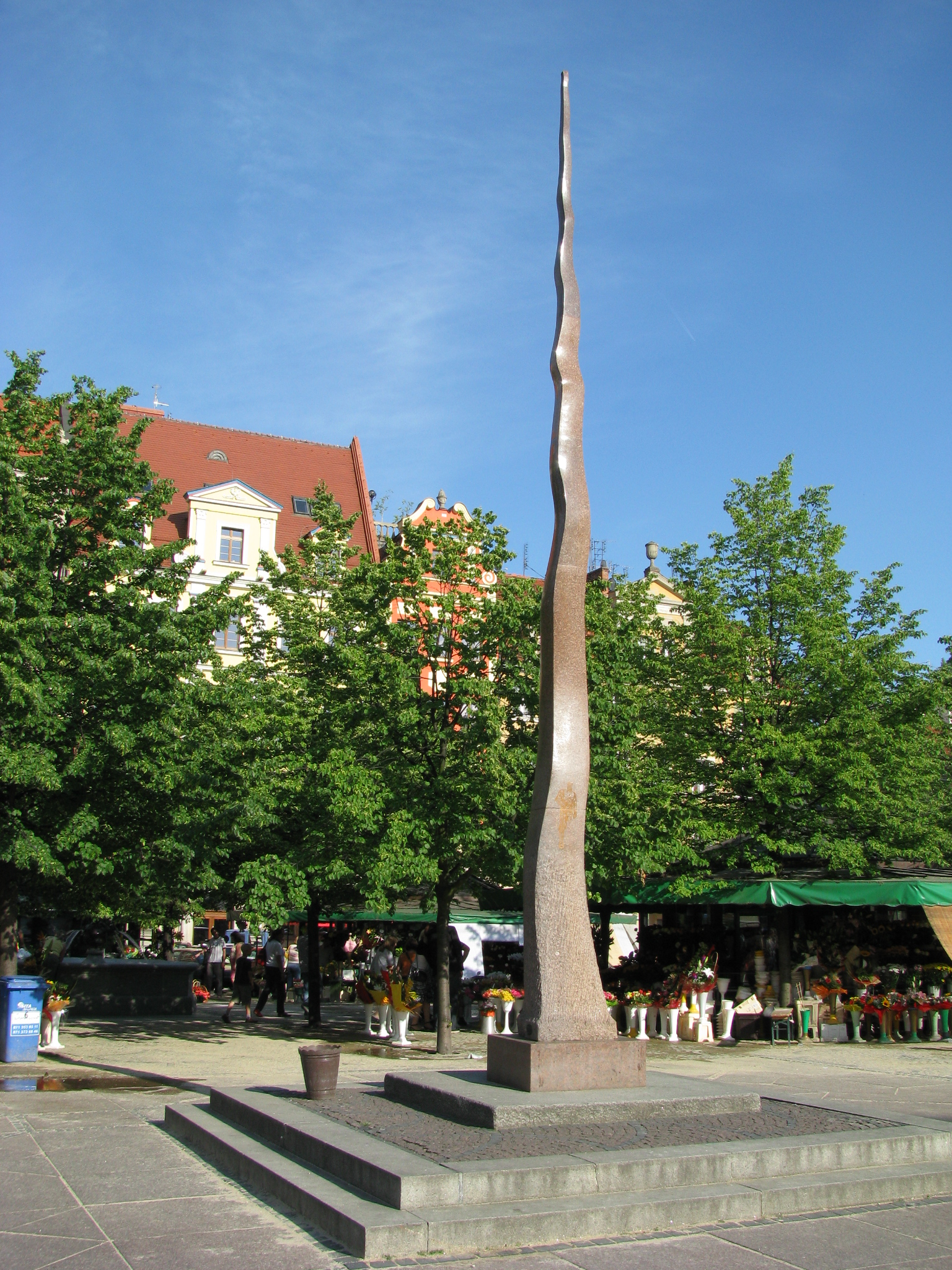
Die Nadelskulptur

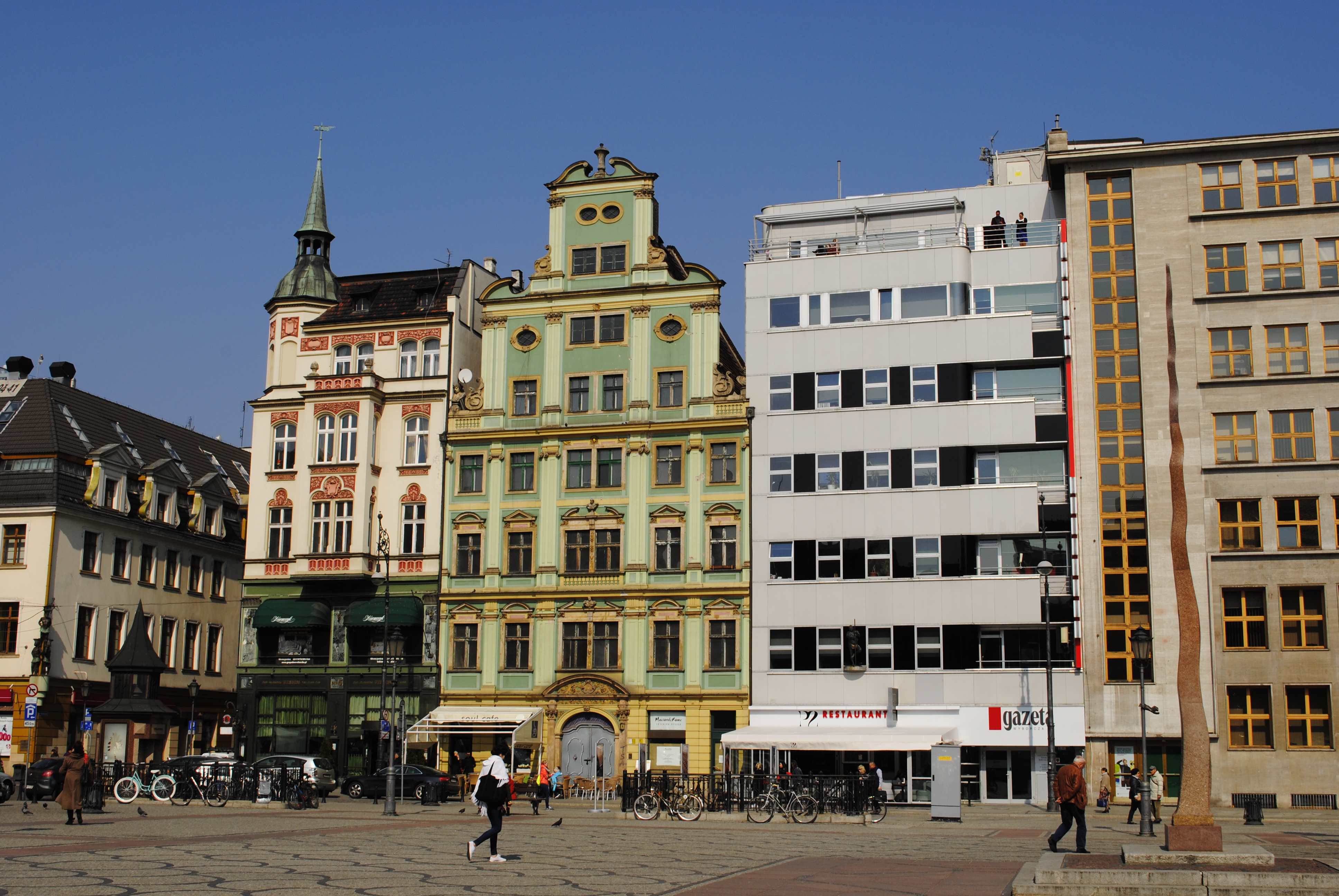
Die Nordseite des Salzrings mit den Häusern Nr. 3 (rechts) und dem Oppenheim-Haus Nr. 4

An der nordöstlichen Ecke grenzt der Platz an den Großen Ring. Hier steht das große in den 1930er Jahren erbaute Bankhaus, welches heute von der Santander Bank genutzt wird. Das direkt daneben liegende Gebäude stammt aus den 1920er Jahren und wurde im Stil der funktionalistischen Moderne von Adolf Rading erbaut (Nr. 3). Das Oppenheim-Haus (OPENHEIM Dom dla Kultury), direkt angrenzend in westlicher Richtung (Nr. 4), stammt aus der Mitte des 18. Jahrhunderts. Das barocke Haus mit der grünen Fassade überstand den Zweiten Weltkrieg unbeschadet. Im Erdgeschoss sind ein Juweliergeschäft und ein Café zu finden.
Die westliche Seite des Salzrings beginnt mit dem Haus Nr. 6. Im siebenstöckigen Gebäude befindet sich ein Laubengang mit Kreuzgewölbe. Der Giebel des Hauses erstreckt sich über vier Stockwerke. An der Südseite des Platzes befindet sich die klassizistische Alte Börse von Carl Ferdinand Langhans.
An der Ostseite dominiert am südlichen Ende, an der Kreuzung ul. Gepperta (ehemals Schloßstraße) und ul. Ofiar Oświęcimskich (ehemals Junkernstraße) das zwischen 1522 und 1531 erbaute Rybisch-Palais. Die ehemals im Stil der Renaissance gehaltene Fassadengestaltung ist heute nur noch im Erdgeschoss des Gebäudes zu erkennen. Im Haus lebte zwischen 1946 und 1979 der polnische Maler Eugeniusz Geppert.